# غوستاف ماغنوس
هاينريش غوستاف ماغنوس (2 مايو 1802 - 4 أبريل 1870) عالم تجريبي ألماني. ولد في برلين، وهو ابن تاجر ثري من الديانة اليهودية. في شبابه تلقى التعليمات الخاصة في الرياضيات والعلوم الطبيعية في جامعة برلين فدرس الكيمياء والفيزياء في السنوات 1822-1827، وحصل على شهادة الدكتوراه عن أطروحة غير تيليريوم في 1827. صاحب مستشار الدكتوراه كان إلهارد ميتشيرليتش. ثم ذهب إلى ستوكهولم لمدة سنة كباحث زائر في مختبر جو جاكوب برزليوس (الذي كان صديقا شخصيا للميتشيرليتش). وأعقب ذلك في السنة في باريس في مختبر لويس غاي جوزيف لوساك ولويس جاك ثينارد. لذلك كان لديه التعليم من الدرجة الأولى في العلوم التجريبية عندما تكون في 1831، تم تعيينه محاضرا في الفيزياء والتكنولوجيا في جامعة برلين. في عام 1834 عين كأستاذ مساعد، وعام 1845 عين أستاذا، وبعد ذلك انتخب عميد الكلية.